# Supercoupe du Japon de football 2001
Navigation
Édition précédente Édition suivante
L'édition 2001 de la Supercoupe du Japon est la 8e de la Supercoupe du Japon et se déroule le 3 mars 2001 au Stade olympique national à Tokyo au Japon.
Les règles du match sont les suivantes : la durée de la rencontre est de 90 minutes, puis, en cas de match nul, les deux équipes se départageront directement lors d'une séance de tirs au but.
Le match oppose le Kashima Antlers, vainqueur de la J League 2000, face au Shimizu S-Pulse, finaliste de la Coupe du Japon 2000.

## Feuille de match
| Kashima ·      |                    |     |
| Titulaires :   |                    |     |
|                |                    |     |
| 01             | Daijiro Takakuwa   |     |
| 02             | Yoshiro Nakamura   | 58e |
| 03             | Yutaka Akita       |     |
| 04             | Seiji Kaneko       | 68e |
| 05             | Akira Narahashi    |     |
| 06             | Koji Nakata        |     |
| 07             | Yasuto Honda       | 63e |
| 08             | Mitsuo Ogasawara   |     |
| 09             | Bismarck           |     |
| 10             | Atsushi Yanagisawa |     |
| 11             | Takayuki Suzuki    |     |
|                |                    |     |
| Remplaçants :  |                    |     |
| 12             | Masashi Motoyama   | 58e |
| 13             | Takeshi Aoki       | 63e |
| 14             | Tomohiko Ikeuchi   | 68e |
|                |                    |     |
| Entraîneur :   |                    |     |
| Toninho Cerezo |                    |     |

| Shimizu ·         |                    |     |
| Titulaires :      |                    |     |
|                   |                    |     |
| 01                | Takaya Kurokawa    |     |
| 02                | Toshihide Saito    |     |
| 03                | Takuma Koga        |     |
| 04                | Ryuzo Morioka      |     |
| 05                | Daisuke Ichikawa   |     |
| 06                | Kazuyuki Toda      |     |
| 07                | Teruyoshi Ito      |     |
| 08                | Alex               |     |
| 09                | Masaaki Sawanobori | 45e |
| 10                | Sotaro Yasunaga    | 78e |
| 11                | Marcelo Baron      |     |
|                   |                    |     |
| Remplaçants :     |                    |     |
| 12                | Kohei Hiramatsu    | 45e |
| 13                | Takayuki Yokoyama  | 78e |
|                   |                    |     |
| Entraîneur :      |                    |     |
| Zdravko Zemunović |                    |     |

| Kashima ·      |                    |     |
| Titulaires :   |                    |     |
|                |                    |     |
| 01             | Daijiro Takakuwa   |     |
| 02             | Yoshiro Nakamura   | 58e |
| 03             | Yutaka Akita       |     |
| 04             | Seiji Kaneko       | 68e |
| 05             | Akira Narahashi    |     |
| 06             | Koji Nakata        |     |
| 07             | Yasuto Honda       | 63e |
| 08             | Mitsuo Ogasawara   |     |
| 09             | Bismarck           |     |
| 10             | Atsushi Yanagisawa |     |
| 11             | Takayuki Suzuki    |     |
|                |                    |     |
| Remplaçants :  |                    |     |
| 12             | Masashi Motoyama   | 58e |
| 13             | Takeshi Aoki       | 63e |
| 14             | Tomohiko Ikeuchi   | 68e |
|                |                    |     |
| Entraîneur :   |                    |     |
| Toninho Cerezo |                    |     |

| Shimizu ·         |                    |     |
| Titulaires :      |                    |     |
|                   |                    |     |
| 01                | Takaya Kurokawa    |     |
| 02                | Toshihide Saito    |     |
| 03                | Takuma Koga        |     |
| 04                | Ryuzo Morioka      |     |
| 05                | Daisuke Ichikawa   |     |
| 06                | Kazuyuki Toda      |     |
| 07                | Teruyoshi Ito      |     |
| 08                | Alex               |     |
| 09                | Masaaki Sawanobori | 45e |
| 10                | Sotaro Yasunaga    | 78e |
| 11                | Marcelo Baron      |     |
|                   |                    |     |
| Remplaçants :     |                    |     |
| 12                | Kohei Hiramatsu    | 45e |
| 13                | Takayuki Yokoyama  | 78e |
|                   |                    |     |
| Entraîneur :      |                    |     |
| Zdravko Zemunović |                    |     |